# Лазар Корчев
Лазар Марков Корчев е български общественик и революционер.

## Биография
Роден е в 40-те години на XIX век в пиринското село Кресна, тогава в Османската империя. Участва активно в борбите за българска църковна независимост - прогонва мелнишкият владика дошъл да служи на гръцки в кресненската църква „Свети Архангел Михаил“. Участва в Кресненско-разложкото въстание, като предоставя хана си за нуждите на въстаниците. След разгрома бяга в Рила, България. Завръща се в Кресна след амнистията и продължава да се занимава с революционна дейност. При избухването на Балканската война в 1912 година е отвлечен от отстъпващите османски войски заедно със семейството си и още 40 кресненци. Пребит е и съсечен пред очите на жена му в местността Драката в Кресненския пролом. Баща е на революционера Георги Корчев.